# 弋騰
弋 騰（よく とう、Yi Teng、1990年2月22日 - ）は、中華人民共和国・貴州省貴陽市出身のサッカー選手。中国サッカー・スーパーリーグ・長春亜泰足球倶楽部所属。ポジションはディフェンダー。

## 来歴

### クラブ

#### 広州恒大
2013年、深圳紅鑽から広州恒大へ完全移籍した。

#### 遼寧宏運
2014年、遼寧宏運へ期限付き移籍した。

#### 広州恒大
2015年、広州恒大へ復帰することになった。

#### 杭州緑城
2015年6月15日、杭州緑城へ期限付き移籍した。契約期間は2015年12月31日までとなる。

#### 広州富力
2016年12月29日、広州富力足球倶楽部への移籍が発表された。

#### 長春亜泰
2023年4月7日、長春亜泰足球倶楽部へ移籍した。

## 所属クラブ
ユース経歴
- 2003年 - 2005年  重慶力帆足球倶楽部
- 2005年 - 2008年  成都天誠足球倶楽部
- 2008年 - 2010年  FCメス

プロ経歴
- 2010年 - 2011年  FCメス
- 2011年 - 2012年  深圳紅鑽足球倶楽部
- 2013年 - 2016年  広州恒大淘宝足球倶楽部
  - 2014年 → 遼寧宏運足球倶楽部 (期限付き移籍)
  - 2015年 → 杭州緑城足球倶楽部 (期限付き移籍)
  - 2016年 → 北京人和足球倶楽部 (期限付き移籍)
- 2017年 - 2023年  広州富力足球倶楽部
- 2023年 -  長春亜泰足球倶楽部